# Laura Colella
Laura Colella (Avellino, 5 dicembre 1989) è una sceneggiatrice italiana.

## Biografia
Laura Colella dopo aver conseguito la laurea in Scienze Politiche e Relazioni Internazionali presso l'Università La Sapienza di Roma, si è diplomata in sceneggiatura al Centro Sperimentale di Cinematografia nel 2015.
Nel 2017 ha creato la webserie Hostess, diretta da Franco Bernini.
Nel 2019 ha co-firmato con Alessandro Fabbri e Enrico Audenino Il processo, regia di Stefano Lodovichi, andata in onda su Canale 5 e successivamente approdata su Netflix worldwide. Nello stesso anno ha scritto il docufilm prodotto da Standbyme Giorgio Ambrosoli - Il prezzo del coraggio, trasmesso in prima serata su Rai 1, nell'ambito del quale ha anche curato le ricerche e le interviste.
Nel 2020 ha co-scritto Fedeltà, adattamento del romanzo di Marco Missiroli, prodotta da BiBi Film e distribuita come Netflix Original. Per Fedeltà ha ricevuto la nomination su Fortune.
Nel 2022 ha partecipato alla stesura della serie internazionale Citadel: Diana, spin-off italiano della serie Citadel, uscita su Prime Video. Nel 2023 ha contribuito al soggetto della serie La voce che hai dentro, trasmessa su Canale 5.

## Filmografia
- La Collana - soggetto, sceneggiatura - cortometraggio (2014)[7]
- Hostess (webserie) - creatrice e sceneggiatrice (2017)[8]
- Giorgio Ambrosoli - Il prezzo del coraggio - soggetto e sceneggiatura (2019)
- Il processo – soggetto e sceneggiatura (2019
- Fedeltà - soggetto e sceneggiatura (2022)
- La voce che hai dentro - soggetto di serie (collaborazione) (2023)
- Citadel: Diana - sceneggiatura (2024)